# DuckTales the Movie: Treasure of the Lost Lamp
DuckTales the Movie: Treasure of the Lost Lamp (Nederlands: DuckTales de film: Het geheim van de wonderlamp) is een Amerikaanse animatiefilm uit 1990 van Walt Disney.
De film ging in première op 3 augustus 1990. Het was de eerste Disneyfilm die geproduceerd werd door DisneyToon Studios en uitgebracht door Walt Disney Pictures. De film is een spin-off van de animatieserie DuckTales, die in dezelfde periode werd uitgezonden.

## Verhaal
Dagobert Duck arriveert samen met zijn piloot Turbo McKwek en zijn neefjes Kwik, Kwek en Kwak in Egypte waar hij de verloren schat van Collie Baba vindt. Dagobert weet echter niet dat een magische lamp deel uitmaakt van de gevonden schat. Terwijl de drie neefjes plezier maken met de geest uit de lamp hebben ze geen idee dat ze achtervolgd worden door de tovenaar Merlok.

## Stemacteurs
| Acteur            | Personage           | Nederlandse naam personage | Nederlandse stem   |
| ----------------- | ------------------- | -------------------------- | ------------------ |
| Alan Young        | Scrooge McDuck      | Dagobert Duck              | Sacco van der Made |
| Russi Taylor      | Huey, Dewey & Louie | Kwik, Kwek & Kwak          | Magali de Fremery  |
| Terry McGovern    | Launchpad McQuack   | Turbo McKwek               | Rudi Falkenhagen   |
| Joan Gerber       | Mrs. Betina Beakley | Mevrouw Baktaart           | Nelleke Burg       |
| Russi Taylor      | Webby Vanderquack   | Lizzy                      | Laura Vlasblom     |
| Chuck McCann      | Duckworth           | Van Stoetenwolf            | Paul van Gorcum    |
| Rip Taylor        | Genie / Gene        | Geestje                    | Rob Kamphues       |
| Christopher Lloyd | Merlock             | Merlok                     | Peter Aryans       |
| Richard Libertini | Dijon               | Hassan                     | Arnold Gelderman   |
| June Foray        | Mrs. Featherby      | Juffrouw Veringa           | Trudy Libosan      |